# Kleine Haie
Pour plus de détails, voir Fiche technique et Distribution.
Kleine Haie (en français, Petit requin) est un film allemand réalisé par Sönke Wortmann, sorti en 1992.
Le titre est une référence au chanteur munichois Julius Hey, dit « Der kleine Hey ».

## Synopsis
Ingo Hermann, plongeur dans un restaurant, a l'ordre de livrer une chaise à la Folkwang Universität. Là, il entre involontairement dans un examen d'entrée pour des études d'acteur et convainc le jury avec son apparence, sans le savoir. Avant l'école d'art dramatique, il fait la connaissance de Johannes Scheffler, qui rêve d'une carrière d'acteur, mais ce dernier est de nouveau refusé de l'école. Ingo l'accompagne à Munich, où Johannes veut postuler à l'école Otto Falckenberg. En faisant de l'auto-stop, les deux rencontrent dans une zone de desserte autoroutière, l'ambitieux Albrecht Korweiler (« Ali »), qui aspire également à une carrière d'acteur. Il rejoint les deux auto-stoppeurs. Les trois « petits requins » vivent à Munich, de divers emplois (et quelques aventures) et finalement se rejoignent pour l'examen d'entrée à l'école d'art dramatique.

## Fiche technique
- Titre : Kleine Haie
- Réalisation : Sönke Wortmann assisté de Birgit Brandes et de Viola Jäger
- Scénario : Jürgen Egger (de), Sönke Wortmann
- Musique : Torsten Breuer
- Direction artistique : Dieter Bächle
- Costumes : Natascha Curtius-Noss, Katharina von Martius
- Photographie : Gernot Roll
- Son : Simon Happ
- Montage : Ueli Christen
- Production : Harald Kügler, Molly von Fürstenberg
- Société de production : Bayerischer Rundfunk, Olga Film GmbH, Südwestfunk, Westdeutscher Rundfunk
- Société de distribution : Scotia International Filmverleih
- Pays d'origine :  Allemagne
- Langue : allemand
- Format : Couleur - 1,66:1 - Dolby - 35 mm
- Genre : Comédie
- Durée : 87 minutes
- Dates de sortie :
  - Allemagne : 3 septembre 1992.

## Distribution
- Jürgen Vogel : Ingo Hermann
- Kai Wiesinger : Johannes Scheffler
- Gedeon Burkhard : Albrecht von Korweiler
- Meret Becker : Herta
- Armin Rohde : Bierchen
- Rufus Beck: Woyczek

## Source de la traduction
- (de) Cet article est partiellement ou en totalité issu de l’article de Wikipédia en allemand intitulé « Kleine Haie » (voir la liste des auteurs).